# Dariusz Tadeusz Dziuba
Dariusz Tadeusz Dziuba (ur. 8 stycznia 1958 w Warszawie, zm. we wrześniu 2022) – polski ekonomista, prof. dr hab.

## Życiorys
W 1982 ukończył studia na Wydziale Nauk Ekonomicznych Uniwersytetu Warszawskiego. 2 kwietnia 1989 obronił pracę doktorską Struktury semantyczne informacji ekonomicznej, 21 kwietnia 1999 habilitował się na podstawie pracy zatytułowanej Analiza możliwości wyodrębniania i diagnozowania sektora informacyjnego w gospodarce polskiej. 21 grudnia 2012 uzyskał tytuł profesora nauk ekonomicznych. Został zatrudniony na stanowisku profesora na Wydziale Zarządzania Informacją Polsko-Japońskiej Wyższej Szkole Technik Komputerowych w Warszawie, od 2014 kierował Katedrą Informatyki Gospodarczej i Analiz Ekonomicznych na Wydziale Nauk Ekonomicznych Uniwersytetu Warszawskiego.
Był kierownikiem Katedry Informatyki Gospodarczej i Analiz Ekonomicznych Wydziału Nauk Ekonomicznych Uniwersytetu Warszawskiego.